# دراغون بول دايما
دراجون بول دايما (اليابانية: ドラゴンボールDAIMA) هو مسلسل أنمي ياباني من إنتاج توي أنيميشن. إنه جز جديد من سلسلة دراغون بول، تم عرض المسلسل لأول مرة على تلفزيون فوجي في 11 أكتوبر 2024.

## الاعلان
في عام 2024، تم الإعلان عن العديد من الأخبار المثيرة حول "دراغون بول"، بما في ذلك مشاريع جديدة في السلسلة. في البداية، تم عرض "دراغون بول دايم" (Dragon Ball Daima)، وهو مشروع جديد قد يكون ضمن عالم "دراغون بول". "دراغون بول دايما " هو عنوان العمل الجديد الذي يتناول أحداث جديدة وشخصيات جديدة قد تضاف إلى السلسلة. , الرساله مرحبًا، أنا أكيرا تورياما، المؤلف الأصلي. نحن نعمل على عمل جديد لدراغون بول؛ يحمل عنوان "Dragon Ball DAIMA". كلمة DAIMA مأخوذة من الرموز "大魔"، والتي قد تكون مثل "الشر" أو "الشيطان"  . بسبب مؤامرة معينة، أصبح جوكو وأصدقاؤه أصغر. لحل هذه المشكلة، سوف يتوجهون إلى عالم جديد! ستكون مغامرة رائعة مع حركة مكثفة تجري في عالم مجهول وغامض! للتعويض عن حجمه، يستخدم جوكو عصاه السحرية مرة أخرى للقتال، وهو شيء لم يحدث منذ وقت طويل. هذه المرة انخرطت في مفاهيم القصة والإعدادات والكثير من تصميمات الشخصيات. واو، ربما أكون متحمسًا أكثر من المعتاد! ستشاهد أشياء تتعلق بألغاز عالم دراغون بول. أتمنى أن تستمتع بهذه المعارك الشرسة والرائعة التي ستكون خارجة عن المألوف قليلاً كان من المقرر في الأصل أن يكون دايما مسلسلًا أصليًا للأنمي دون أي مدخلات من أكيرا تورياما، ولكن بعد تقديم النصائح هنا وهناك، انتهى الأمر بتوريياما إلى المشاركة بشكل أساسي؛ حيث أنشأ القصة والعالم والشخصيات والآلات وكل أنواع الأشياء الأخرى. تولى أكيرا تورياما القصة والإعدادات، بالإضافة إلى العديد من التصميمات. "دايما" مصطلح مختلق، والذي يُترجم إلى "الشر" باللغة الإنجليزية. ومع ذلك، فإن الكانجي المستخدم لدايما (大魔) يعني "عظيم" و"شيطان/سحر". يتم عرض اسم السلسلة بشكل أساسي على أنه ドラゴンボールDaima(ダイマ) من قبل المصادر الرسمية، باستخدام الكاتاكانا لدايما بدلاً من الكانجي الذي قدمه تورياما. أكيو إيوكو يؤكد أن دراغون بول دايما ستتضمن قصة أصلية تمامًا. القصة مؤامرة، يتحول جوكو وأصدقاؤه إلى صغار. ولإصلاح الأمور، سيتوجهون إلى عالم جديد! إنها مغامرة رائعة مليئة بالإثارة في عالم غير معروف وغامض. ولأن جوكو عليه أن يعوض عن حجمه الصغير، فإنه يستخدم عمود الطاقة الخاص به للقتال، وهو شيء لم نره منذ فترة طويلة.

## روابط خارجية
دراجون بول دايما على موقع IMDb (الإنجليزية)
- دراجون بول دايما على موقع قاعدة بيانات الفيلم (الإنجليزية)
- دراجون بول دايما على موقع ANN anime (الإنجليزية)